# Affaire Prot
L'Affaire Prot est une affaire criminelle française survenue au début des années 1950, qui verra mis en cause puis innocentés plusieurs célèbres résistants militant au Parti communiste français, dans la Somme, parmi lesquels « les jeunes turcs » du PCF, menés par l'instituteur René Lamps. Le futur maire d'Amiens représente le département au Comité central du PCF depuis la Seconde Guerre mondiale, au cours de laquelle il a dirigé la résistance dans le département, avant de devenir un député spécialiste de l'économie. Couverte largement par la presse nationale, en particulier Le Monde et Le Figaro, l'Affaire Prot est l'un des premiers procès français en « titisme », du nom du leader des résistants yougoslaves, Tito, qui gouverne depuis 1948 son pays sans rendre de comptes à Staline,. Le soupçon contre Louis Prot et son équipe va permettre à Maurice Thorez d'asseoir son pouvoir à la direction du PCF tout en montrant que la « discipline de parti » au PCF a subi certaines entorses, le député Prot récupérant son siège

## Contexte
L'affaire Prot a été « montée par Maurice Thorez » et Jacques Duclos, respectivement numéro un et deux du PCF, pour obliger Louis Prot à lui rendre les dernières lettres, écrites de sa prison, par Jean Catelas, selon les mémoires de Charles Tillon, ex-commandant en chef des FTP. Guillotiné par les Allemands en 1941, Jean Catelas était le prestigieux prédécesseur de Louis Prot à la tête du PCF dans la Somme.
La figure décédée de Jean Catelas, mort en chantant La Marseillaise, dispose alors d'un grand prestige dans la Somme. Pour le 150e anniversaire de la bataille de Valmy, en septembre 1942, un tract et des papillons des communistes de la Somme invitaient les Picards à manifester pour « venger leurs villes et villages » et présentaient les résistants communistes comme les « héritiers des Bara, des Viala » et les « descendants de Kellermann », par analogie à la Révolution française. À la Libération, l'« accent fut mis exclusivement sur la référence aux martyrs », par un PCF qui s'affiche en représentant exclusif de la Résistance  . Au moment de la réinhumation de sa dépouille dans le cimetière amiénois de Saint-Acheul, le 14 octobre 1945, « 10 000 personnes au moins ont fait à Jean Catelas d’imposantes funérailles » titrait le quotidien régional Le Courrier picard. Jacques Duclos, numéro deux du PCF, est exposé, car avant l'arrestation de Jean Catelas par les Allemands, sa sécurité n'avait pas été très solidement assurée par son parti, alors qu'il était un témoin gênant des tentatives pour faire reparaitre durablement L'Humanité à laquelle Jacques Duclos avait aussi participé, un épisode qui avait choqué Jean Catelas et dont il a témoigné, en racontant l'opération dans le détail, dans les lettres qu'il a transmises, de sa prison, à Louis Prot, selon les mémoires de Charles Tillon.

## Déroulement

### L'exclusion de Marie-Jeanne Boulanger en 1948
En juillet 1948, l'affaire débute par l'exclusion du PCF de Marie-Jeanne Boulanger,,, proche amie du chef de file du PCF dans la Somme, Louis Prot, député de la Sommes notamment de 1945 à 1958. L'exclue est son deuxième adjoint à la mairie de Longueau, ville proche d'Amiens et fief du PCF chez les cheminots.
Louis Prot ne résiste pas vraiment aux accusations de titisme, qui visent plutôt, à titre préventif, les nouvelles figures communistes du département : il accepte de voter l'exclusion de son adjointe mais ne l'applique pas, espérant qu'elle soit ensuite annulée.

### Prot claque la porte du PCF en avril 1949
Près d'un an après l'exclusion de Marie-Jeanne Boulanger, qui n'est toujours pas réintégrée, Louis Prot écrit à Maurice Thorez pour lui annoncer, avec fracas, sa démission du PCF ainsi que sa décision de conserver tous ses mandats électoraux, car il se dit toujours fidèle à la ligne générale du PCF. Prot demande aussi au président Édouard Herriot de le considérer comme député isolé, dans le but de conserver son indemnité parlementaire, auparavant reversée au PCF. L'information est annoncée par Le Monde fin avril 1949, dans une série de deux articles  et la décision motivée par sa protestation contre l'exclusion du PCF de son deuxième adjoint. Dans le second, il propose d'organiser à Amiens entre le 12 et le 15 mai une réunion pour rendre public un dossier de 80 pages, selon lui accablant pour ses détracteurs.

### Les événements de mai 1949
Se voyant reprocher de ne pas être entré dans la clandestinité en 1939, il contre-attaque sous le coup de la colère, lors de deux réunions publiques, le 14 avril, puis le 12 mai 1949 : il accuse d'autres dirigeants locaux du PCF, René Carouge et André Loisy-Jarnier, anciens chefs FTP, d'avoir profité personnellement de l’accaparement de six millions de francs volés le 22 juin 1944 à la Banque de France d'Abbeville, pendant la Résistance, accusations qui se révèleront infondées.
Le 15 mai 1949, Le Monde publie une lettre de Maurice Thorez, secrétaire général du PCF, à Louis Prot, dans laquelle il lui propose un nouvel examen de son dossier. Le Monde publie la réponse une semaine plus tard, dans laquelle Louis Prot lui reproche de couvrir « tous les mensonges, malhonnêtetés, calomnies, etc., commis contre moi et la camarade Marie-Jeanne Boulanger depuis plus de dix-huit mois », indiquant que l'affaire dure depuis la fin 1947 et propose que son vote au parlement soit automatiquement attribué au groupe parlementaire communiste. Prot espère alors encore assurer l'avenir du jeune député d'Amiens, René Lamps, « qu'il se flatte d'avoir éduqué politiquement et qu'il considérait comme un fils et son successeur désigné ».
Le même jour, le 21 mai 1949, la situation s'aggrave : René Lamps répond en signant dans Le Travailleur de la Somme, un article titré « de Louis Prot au plan policier contre la Résistance ».

### Le bureau politique du PCF appelé à trancher en juillet 1949
Une réunion exceptionnelle du Bureau politique du PCF est alors programmée d'urgence, Maurice Thorez s'inquiétant. Le 20 juillet 1949 une commission d'enquête formée en interne par le PCF rend ses conclusions. Présidée par un des dirigeants du PCF, Waldeck Rochet, elle propose une solution de compromis : réintégration de Mme Boulanger, qui reçoit un blâme tout comme Louis Prot, pour ses accusations. Il réintègre immédiatement le PCF, reste maire et député. Mais surtout, la fédération de la Somme reçoit un "avertissement" car elle a « enfreint les principes du centralisme démocratique » . La commission souligne par ailleurs que les accusations sur le holdup du 22 juin 1944 contre la Banque de France à Abbeville sont infondées et « formulées sans preuves ».

### Prot obtient gain de cause en septembre 1949
Le Monde du 10 septembre 1949 annonce que le PCF accepte de retirer le blâme infligé à Prot en juillet, simplement remplacé par un avertissement pour s'être « laissé entraîner à des accusations publiques contre des membres du parti » tandis que son adjointe a la mairie est réintégrée dans le PCF, mais sans responsabilités particulières, et peut conserver ses mandats municipaux. Ses accusateurs reçoivent de leur côté un blâme. Cette "jurisprudence" va freiner les purges en cours au sein du PCF mais aussi fixer des règles permettant aux accusateurs des exclus de s'en tirer sans trop de soucis.

### L'éviction de René Lamps
René Lamps est lui écarté du secrétariat et du bureau par la 13e conférence fédérale de novembre 1949, malgré sa grande popularité auprès des militants communistes, puis du comité central lors du congrès de Gennevilliers d'avril 1950. On lui reproche aussi la saisie par la police d'une lettre d'un militant communiste enclin à partir comme volontaire pour combattre dans les rangs du Vietminh, en pleine Guerre d'Indochine. Cependant, la commission centrale de contrôle politique, réunie le 28 mai 1951, ne décidera d’aucune sanction contre lui.

### La couverture de la presse généraliste
La presse généraliste ayant couvert l'affaire des accusations de Prot, l'image du PCF est écornée dans la Somme, un département où il reste pourtant au plus haut sur le plan électoral aux législatives de 1951, avec près d'un tiers des voix.
Le nombre d'adhérents sera cependant presque divisé par trois en quelques années, revenant de 11 189 en 1946 à seulement 4 600 en 1952, le nombre des sections de 45 à 40, celui des cellules d’entreprise passant de 53 à 14. Selon la direction du PCF, la branche de la Somme reste suspecte aux yeux de Paris. Selon les Renseignements généraux, le Pas-de-Calais voisin comptait lui 15 220 adhérents dans 242 cellules, dont 100 d’entreprises.
L'écrivain André Stil est chargé par le Comité central d'une mission d’enquête dans la Somme en 1952,, pour stigmatiser cette hémorragie d'adhérents[réf. nécessaire] et en faire un article dans le journal du PCF France Nouvelle, où il épingle « des fautes graves de la part des dirigeants fédéraux, jugés responsables de « la grande faiblesse des liaisons du parti avec les masses » », ce qui permet de mettre à l'écart ceux qui gênent, parmi la génération d’avant-guerre, Jean Roguet, Henri Lenglet et Louis Prot, et d'intimider les nouveaux.

### Le retour de René Lamps en 1953
Jean Roguet, qui avait succédé à René Lamps, est dans la foulée de cet article remplacé par Joseph Leroux lors de conférence fédérale des 21-22 février 1953, qui est lui-même écarté, via un nouveau coup de théâtre, au bénéfice d'un retour de René Lamps trois semaines plus tard, le 15 mars, Leroux ayant dû confesser un travail alimentaire pour les Allemands sous l'occupation, alors qu'il avait au contraire refusé d’intégrer le STO en 1942, se réfugiant dans la Marne.
René Lamps fit ainsi son retour à la tête de la fédération entre 1953 et 1956 après ces nouveaux remous. À nouveau candidat aux élections législatives de 1958 dans la 2e circonscription de la Somme, Louis Prot y sera battu avec le rétablissement du scrutin uninominal à deux tours dit scrutin d'arrondissement, ce qui met fin à sa carrière parlementaire. René Lamps candidat 1ère circonscription de la Somme fut lui aussi battu au second tour de scrutin au cours d'une triangulaire. Il fut réélu député en 1962, 1967, 1968 et 1973 et devint maire d'Amiens en 1971 à la tête d'une liste d'union de la gauche et le resta jusque 1989.

## Sources
- Commémorations et représentations communistes de la Résistance : le département de la Somme, article de Julien Cahon, dans Mémoires et représentations de la Résistance, chez Vandenbussche éditeurs, 2018 [9]